# AhornTV
AhornTV ist eine wöchentliche, deutschsprachige Infotainment-Show, produziert in Vancouver, die erstmals am 11. September 2010 zu sehen war. Ausgestrahlt wird die Sendung auf dem multikulturellen, frei empfangbaren Sender OMNI Television.

## Themen
Die Sendung behandelt speziell Erfolgsstories von Menschen, Events und Unternehmen, insbesondere aus den Bereichen Kunst und Kultur, Wirtschaft und Tourismus, als auch aus dem Bereich der Umwelttechnik.

## Verbreitung
Zielgruppe sind die über elf Prozent der kanadischen Einwohner, die deutschstämmig sind und/oder Deutsch sprechen. AhornTV ist das erste deutsche Fernsehmagazin Kanadas im Free-TV von Alberta und British Columbia und breitet sich terrestrisch noch weiter Richtung Osten Kanadas aus. Seit September 2011 wird die Sendung auch in Ontario ausgestrahlt. Mit der Einbeziehung des Großraumes Toronto und Kitchener (als deutsche „Enklave“) können nun potentielle 22,3 Millionen Zuschauer die Show auf OMNI TELEVISION sehen. Darüber hinaus hat AhornTV eine feste Fangemeinde von über 5000 Fans im Internet, die stetig wächst.

## Moderation
Moderiert wird die Sendung von Massoud Abedi, dem ehemaligen örtlichen Projektleiter des ARD-Olympiabüros in Vancouver bei den Olympischen Winterspielen 2010. Als Moderationsstandorte dienen verschiedenste Örtlichkeiten in Vancouver und dem dortigen Umland. Der Hauptfokus konzentriert sich derzeit noch auf die Provinz British Columbia, jedoch erlangt AhornTV auch in vielen Teilen Albertas immer mehr an Bekanntheit.
Als deutsches Fernsehprogramm im Ausland ist AhornTV selbstverständlich auch in Deutschland unterwegs und bekannt, so war es beispielsweise auch bei den Internationalen Filmfestspielen in Berlin 2011 vertreten. Interviewt wurden unter anderem der Berliner Bürgermeister Klaus Wowereit, Schauspielerin Jeanette Hain, sowie Regisseurin Feo Aladağ (Die Fremde (2010)).
Der Sender hatte mehrfach Prominenz aus Deutschland, Österreich und der Schweiz eingeladen, darunter mit dem deutschen Schriftsteller Bernhard Schlink, dem ehemaligen Vancouver Canucks Eishockeyspieler Christian Ehrhoff und weiteren bekannten Persönlichkeiten aus dem deutschsprachigen Raum.
Im September 2011 wurde Abedi von den Lesern des populären Wochenblattes Georgia Straight als drittbester Moderator einer nicht-englischsprachigen Sendung in British Columbia gekürt.